# Nadleśnictwo Oleśnica Śląska
Nadleśnictwo Oleśnica Śląska – jednostka organizacyjna Lasów Państwowych podległa Regionalnej Dyrekcji Lasów Państwowych we Wrocławiu. Siedzibą nadleśnictwa jest Oleśnica.
Nadleśnictwo Oleśnica Śląska położone jest na terenie województwa dolnośląskiego.

## Historia Nadleśnictwa
Nadleśnictwo Oleśnica Śląska jest jednym z 33 nadleśnictw w Regionalna Dyrekcja Lasów Państwowych we Wrocławiu. Utworzone zostało 1 stycznia 1982 r., na podstawie Zarządzenia nr 24 Naczelny Dyrektor Lasów Państwowych z dnia 31 października 1981 r., z połączenia nadleśnictwa Grochowa i części nadleśnictwa Bierutów.

## Warunki geograficzno-przyrodnicze
Całość terytorium nadleśnictwa znajduje się w Śląskiej Krainie Przyrodniczo-Leśnej, w Dzielnicy Wrocławskiej. Północno – wschodnie granice tego obszaru przechodzą przez Kotlinę Milicką, północne części obrębu leśnego Grochowo oraz Goszcz dochodzą do Wzgórz Trzebnickich, zaś pozostała część znajduje się na Równinie Oleśnickiej.
Nadleśnictwo Oleśnica Śląska gospodaruje na łącznej powierzchni 26739 ha (stan na 1 stycznia 2009 r.), z czego powierzchnia leśna zajmuje 26049 ha. Na powierzchnię tą składają się 4 Obręby w skład którego wchodzą 22 leśnictwa i jedno 1 leśnictwo wyłączone:
I. Obręb Grochowo
- leśnictwo Budczyce
- leśnictwo Grochowo
- leśnictwo Zalesie
- leśnictwo Zamek Myśliwski
- leśnictwo Bartków
- leśnictwo Maleszów

II. Obręb Twardogóra
- leśnictwo Strzelce
- leśnictwo Miodary
- leśnictwo Sosnówka
- leśnictwo Dąbrowa
- leśnictwo Sokołowice
- leśnictwo Ligota Polska
- leśnictwo Ostrowina

III. Obręb Goszcz
- leśnictwo Drożęcin
- leśnictwo Goszcz
- leśnictwo Twardogóra
- leśnictwo Gola Wielka
- leśnictwo Chełstów

IV. Obręb Oleśnica
- leśnictwo Zbytowa
- leśnictwo Kątna
- leśnictwo Nieciszów
- leśnictwo Szczodre

Leśnictwo wyłączone
- szkółka leśna Grochowa